# Almogía
Almogía è un comune spagnolo di 4 201 abitanti situato nella comunità autonoma dell'Andalusia.